# Scuola caldarolese
Si parla di scuola caldarolese indicando il gruppo di pittori italiani, tutti collegati, in primo luogo, dal fatto di essere nati, o attivi, a Caldarola nei secoli che vanno dal XVI al XVII, cosa che ha causato relazioni e dipendenze molto strette. Il responsabile della differenza, l'artista che ha dato alla Caldarola del Cinquecento una sua specifica identità, è stato Simone De Magistris.
Gli esponenti principali sono accomunati da legami di parentela anche se per ora quella da tempo enunciata fra la famiglia di Nobile da Lucca e quella dei De Magistris non ha trovato alcun riscontro ufficiale nei documenti d'archivio.
Tra i pittori fu forte l'influenza di Raffaello e di Lorenzo Lotto, come dimostra il fatto che Durante Nobili e Simone De Magistris si trovarono a lavorare proprio in molti luoghi in cui era sensibile la loro presenza: oltre alla stessa Caldarola, Tolentino, Loreto e forse Roma. Non va nemmeno dimenticato un appellativo che spesso troviamo associato al nome di tutti questi artisti, sia nei documenti d'archivio rinvenuti che nelle iscrizioni presenti nelle loro opere, spesso erano identificati come Toscani.

## Pittori
Tra i pittori riconducibili a questo ambito, si ricordano:
- Nobile da Lucca (si hanno notizie dal 1490 al 1558)
- Giovanni Andrea De Magistris (nato a fine Quattrocento, si hanno notizie dal 1519 al 1573)
- Durante Nobili (probabile anno di nascita 1510-11, si hanno notizie dal 1534 al 1578)
- Simone De Magistris (probabile anno di nascita 1534-35, si hanno notizie dal 1555 al 1612) pittore
- Palmino/Palminio De Magistris (notizie 1553-1602)
- Giovan Francesco De Magistris (notizie 1558-1583)
- Federico De Magistris (notizie 1608)
- Solerzio De Magistris (notizie 1588-1612)

## Famiglia Nobile da Lucca[2]
```
└─
Nobile
 di Francesco da Lucca pittore (notizie 1490-1558)sposato in seconde nozze nel 1530 con Salutaria di Giacomo, 
  │ vedova di Diotiguardi di Giovanni Battista 
  │
  ├─Francesco (notizie 1525-1599)
  │
  └─
Durante Nobili
 pittore (n.1510?-m.1578) (notizie 1534-1578) sposato nel 1544 con Lucrezia di Giovanni Antonio
    │
    ├──Beatrice (morta  prima del 1598)
    ├──Nobile (notizie 1598)
    ├──Cassandra (notizie 1524-41)
    └──Marzia (notizie 1598)
```

## Famiglia De Magistris[2]
Su molti dei documenti d'archivio si trova l'indicazione Toscani, a volte Toscano oppure Magistri - de Magistro e solo più tardi diverranno noti come de Magistri o de Magistris
```
└─Giacomo 
Magistri
 vasaio (notizie 1515) 
  │
  ├─Giovanni Francesco (notizie 1515)
  │
  ├─Alessandro (notizie 1503)
  │
  └─Berardino (notizie 1491-1547)
    │
    ├──Palmisiano (notizie 1553-54)
    ├──Piergiacomo (notizie 1559-69)
    ├──Tiberio, vasaio e ceramista (notizie 1524-41)
    ├──Francesca (notizie 1533-41)
    └──
Giovanni Andrea
 pittore (notizie 1519-73) sposato il 3-6-1533 Camilla di Ambrogio di Giovanni Paolo
       │
       ├───Giovanna (notizie 1566-79)
       ├───Palmino/Palminio pittore (notizie 1553-1602) sposato con Flaminia Salamandre di Montefano sorella di Cornelia
       ├───Giovan Francesco pittore (notizie 1558-1583) sposato con Cornelia Salamandre di Montefano sorella di Flaminia
       └───
Simone
 pittore (n.1534-m.1612) sposato Marzia Clodio (notizie 1555-1612)
            │
            ├─Ambrogio (notizie 1608-1623) 
            ├─Ardelia (notizie 1595-1609) sposata con Paolo di Giovanni di Fiordimonte
            ├─Artemisia (notizie 1588) sposata con Giovanni Antonio di Pietro Croce da Caldarola
            ├─Federico pittore (notizie 1608)
            └─Solerzio pittore(notizie 1588-1612)
```